# Saaremaa (provincie)
Saaremaa (Officieel: Saare maakond) is een provincie in het westen van Estland. De provincie omvat het gelijknamige eiland en het eiland Muhu, waarmee Saaremaa door een dam is verbonden. Ook de kleinere bewoonde eilanden Vilsandi, Abruka en Ruhnu behoren tot deze provincie. De hoofdstad van Saaremaa is Kuressaare. De provincie heeft 32.021 inwoners (2024).

## Gemeentes
De provincie telt sinds de gemeentelijke herindeling van oktober 2017 nog maar drie gemeenten, die overeenkomen met de drie grootste eilanden: 
- Muhu
- Ruhnu
- Saaremaa

In de periode 1992–1999 had de provincie nog 17 gemeenten, in de periode 1999–2014 waren dat er 16 en in de periode 2014–2017 had Saaremaa 14 gemeenten.

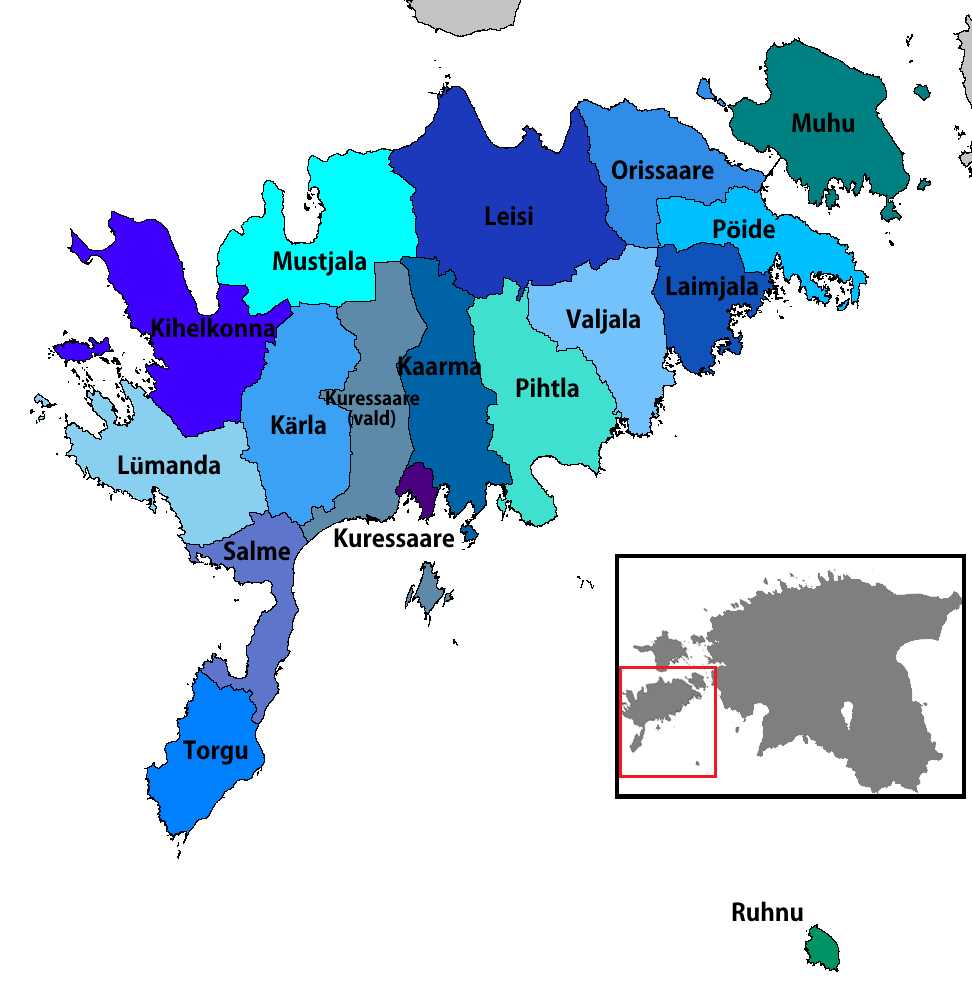
1992–1999
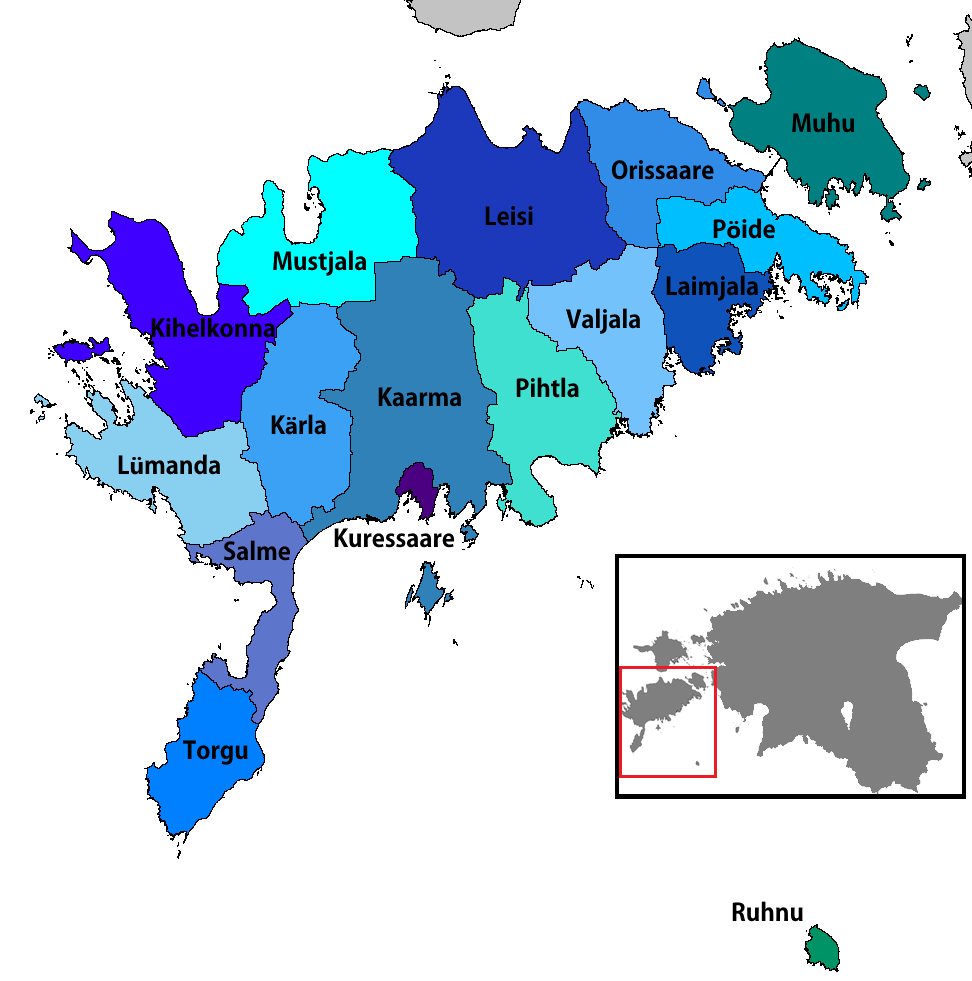
1999–2014
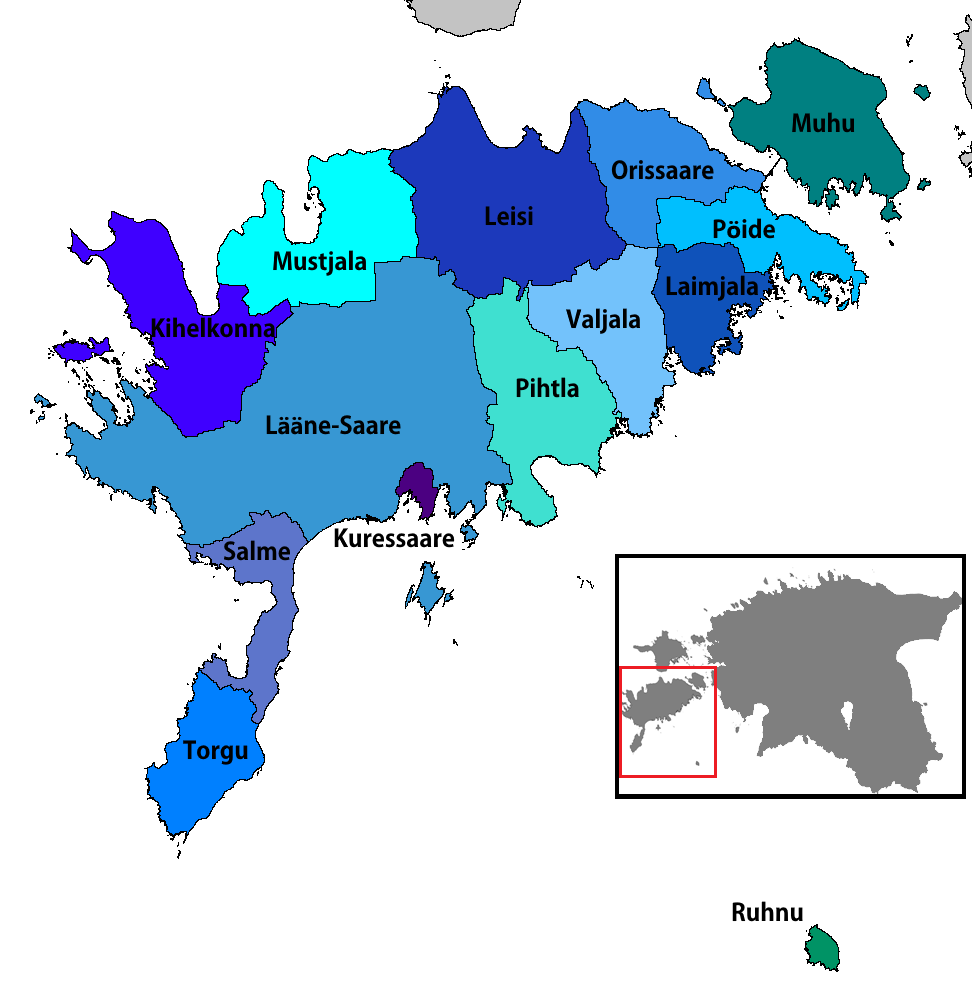
2014–2017